# Perfume exótico
Perfume exótico es un famoso soneto que se encuentra en la segunda sección de la obra Las flores del mal, del poeta Charles Baudelaire.
Las flores del mal es un conjunto de poemas que se encuentran en una única obra creada por Baudelaire desde los años de 1840 hasta la fecha en la que fue publicada (25 de junio de 1857). Está dividida en seis secciones: Spleen el idéal, subdividido en "El poeta y la poesía", "El poeta y el amor", "El poeta y el spleen el idéal", y "El poeta y la conciencia del mal"; en la segunda sección, denominada Cuadros parisinos, la tercera es "El vino", la cuarta "Las flores del mal", la quinta "La rebelión" y la última "La muerte".

## Argumento
El soneto "Perfume exótico" abarca el trastrocamiento de los sentidos del yo lírico encontrándose sumergido en un mundo idílico transportado por el aroma de un perfume, imaginándose, lugares, personas, que se encuentran en un tiempo remoto hacía el mismo, dando la posibilidad al lector competente de cuestionar si es un recuerdo, y si posee un ideal femenino amoroso o maternal

## Estructura
Perfume exótico está dividido en cuatro estrofas, las dos primeras se dividen en cuatro versos, las dos últimas en tres versos, concluyendo ser un soneto de catorce versos de arte mayor conteniendo rima consonante.
- Wikisource contiene obras originales de o sobre Perfume exótico.

- Datos: Q3365043